# Allmendingen bei Bern
Allmendingen bei Bern é uma comuna da Suíça, situada no distrito administrativo de Berna-Mittelland, no cantão de Berna. Tem 3,8 km² de área e sua população em 2018 foi estimada em 590 habitantes.